# 林業試験場
林業試験場（りんぎょうしけんじょう）は、林業に関する研究を行う機関。野生鳥獣の保護や、外来有害獣の駆除、県立公園の管理、樹木の病気に関する周知なども行っている。
都道府県や大学、研究機関などが設置する。

## 全国の林業試験場

### 国立研究開発法人
- 森林研究・整備機構森林総合研究所（茨城県つくば市） - 農林水産省所管。1988年までの旧称は林業試験場。

### 地方独立行政法人
- 北海道立総合研究機構森林研究本部林産試験場
- 北海道立総合研究機構森林研究本部林業試験場
- 青森県産業技術センター林業研究所

### 都府県立

#### 東北地方
- 岩手県林業技術センター
- 秋田県林業研究研修センター
- 山形県森林研究研修センター
- 宮城県林業技術総合センター
- 福島県林業研究センター

#### 関東地方
- 栃木県林業センター
- 群馬県林業試験場
- 茨城県林業技術センター
- 千葉県農林総合研究センター森林研究所
- 東京都農林総合研究センター
- 東京都島しょ農林水産総合センター
- 神奈川県自然環境保全センター

#### 中部地方
- 新潟県森林研究所
- 山梨県森林総合研究所
- 長野県林業総合センター
- 富山県農林水産総合技術センター森林研究所
- 静岡県農林技術研究所森林・林業研究センター
- 石川県農林総合研究センター林業試験場
- 福井県総合グリーンセンター
- 愛知県森林・林業技術センター（新城市）
- 岐阜県森林研究所

#### 近畿地方
- 三重県林業研究所
- 滋賀県林業普及センター
- 京都府森林技術センター
- 兵庫県立農林水産技術総合センター森林林業技術センター
- 奈良県森林技術センター
- 和歌山県林業試験場

#### 中国地方
- 島根県中山間地域研究センター
- 鳥取県林業試験場
- 岡山県農林水産総合センター森林研究所
- 広島県林業技術センター

#### 四国地方
- 香川県森林センター
- 愛媛県農林水産研究所林業研究センター
- 高知県立森林技術センター

#### 九州・沖縄地方
- 佐賀県林業試験場
- 熊本県林業研究・研修センター
- 大分県農林水産研究指導センター林業研究部
- 宮崎県林業技術センター
- 鹿児島県森林技術総合センター
- 沖縄県森林資源研究センター

## かつて存在した林業試験場
- 林試の森公園（東京都目黒区・品川区） - 農林水産省林業試験場（現・国立研究開発法人森林研究・整備機構）の跡地。

## 参照
1. ↑  “歴史を訪ねて 林業試験場”.  目黒区. 2023年1月19日閲覧。
2. ↑  “キクイムシ、広葉樹の枯死拡大　県林業試験場が警戒”.  紀伊民報 (2010年12月7日). 2011年2月14日閲覧。